# Blatine-Škrape
Blatine-Škrape su jedan od kotareva grada Splita. Omeđen je ulicama Bruna Bušića s istoka, Matice Hrvatske sa sjevera, Poljičkom cestom s juga i Dubrovačkom sa zapada.[nedostaje izvor] Ovaj kvart je u potpunosti stambeni, s visokim zgradama na području Blatina i obiteljskim kućama na području Škrapa.[nedostaje izvor] U kvartu je nedavno[kada?] uređeno igralište koje je danas najveća športsko-rekreacijska površina u cijelome gradu. 

## Obrazovanje
Osnovna škola "Blatine-Škrape"